# Protos (motoryzacja)
Protos – niemiecka marka samochodów produkowanych w latach 1898–1926 w Berlinie.
Firma "Motorenfabrik Protos" została założona przez inżyniera Alfreda Sternberga i Oskara Heymanna w 1898 w Berlinie. W 1908 została kupiona przez koncern Siemens-Schuckertwerke i przemianowana na "Protos Automobilwerk Nonnendamm GmbH". W 1911 ponownie zmieniła nazwę na "Protos Automobile GmbH". Zajmowano się samochodami napędzanymi silnikami benzynowymi, ale i elektromobilami. W 1926 zakłady sprzedano koncernowi AEG i połączono je ze spółką córką koncernu – Nationale Automobil Gesellschaft (NAG). Firma "NAG-Protos AG" przetrwała jedynie do 1927, kiedy to została przejęta przez połączone przedsiębiorstwa Dux i Presto. Po tym czasie marka Protos znikła z rynku samochodowego.
Wytwarzano nie tylko samochody osobowe, ale i ciężarowe, użytkowe, a także pojazdy elektryczne. Modele osobowe plasowały się w wyższej klasie ówczesnych aut. Produkowano modele:
- 17/35 KM – lata 1905 – 1908
- Typ E1 18/42 KM – lata 1906 – 1908
- 6/10 KM – 1908
- Typ G (6/12 KM) – 1908
- 26/50 KM – lata 1908 – 1914
- Typ E2 27/65 KM – lata 1908 – 1914
- Typ F 18/45 KM – lata 1910 – 1912
- Typ G1 6/18 KM – lata 1910 – 1914
- Typ C 10/30 KM – lata 1918 – 1924
- Typ C1 10/45 KM – lata 1924 – 1927

Generalnie po I wojnie światowej nie odzyskano dawnej pozycji rynkowej, ani renomy. Do legendy motoryzacji przeszedł wyczyn Hansa Koeppena, który jako pierwszy zajechał na metę rajdu Nowy Jork – Paryż w 1908 roku.

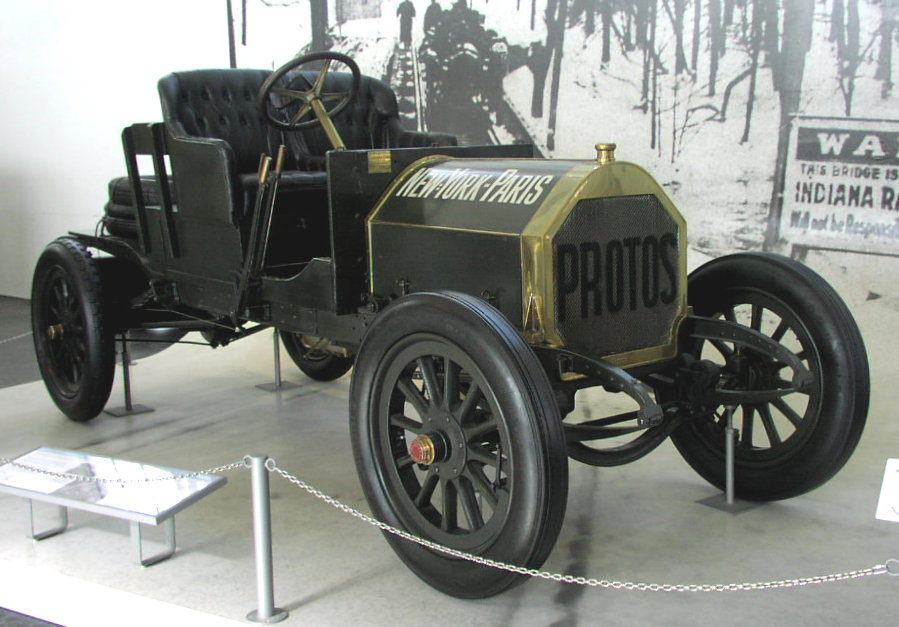
Zwycięski Protos rajdu Nowy Jork-Paryż
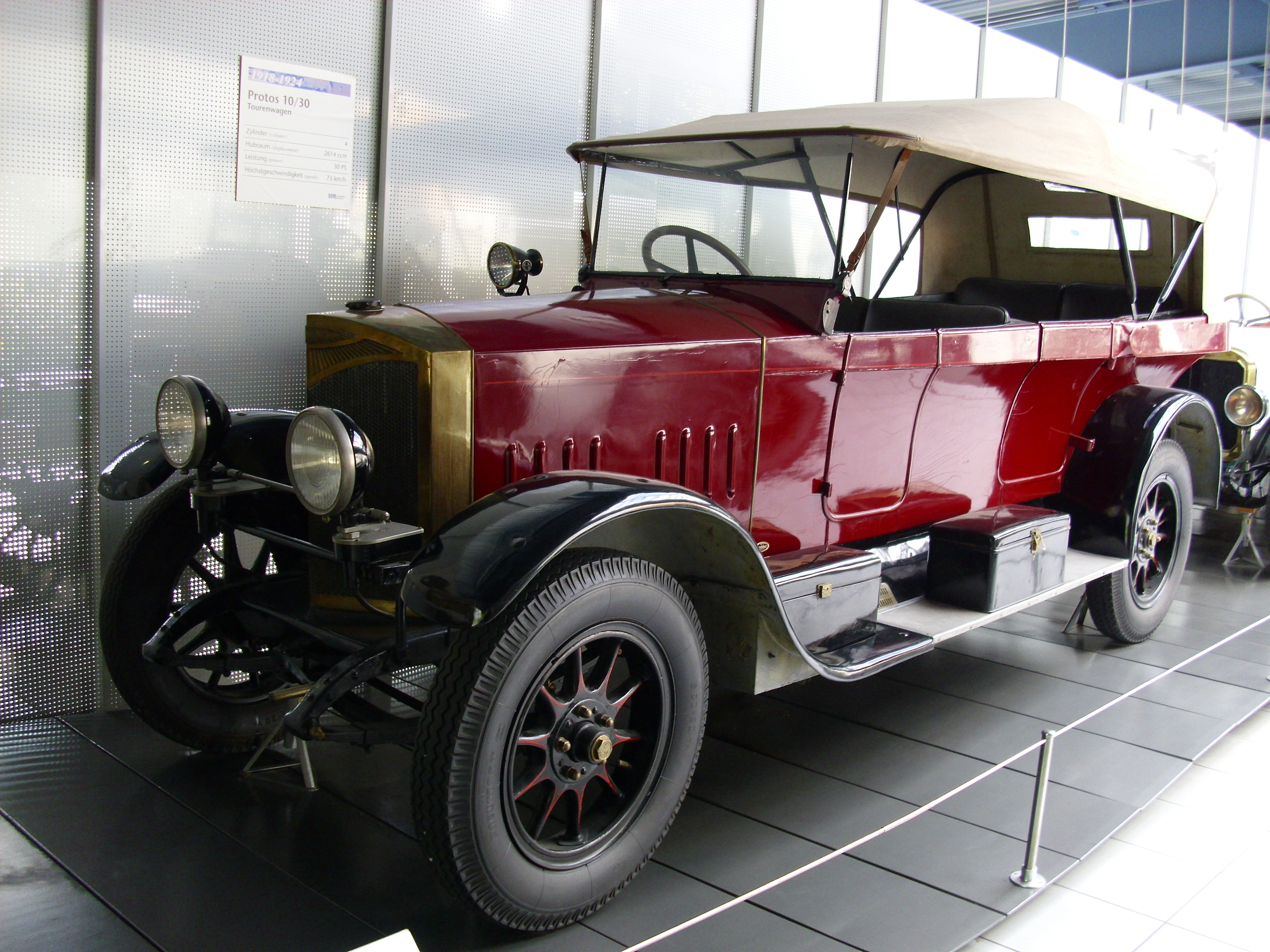
Protos Phaeton
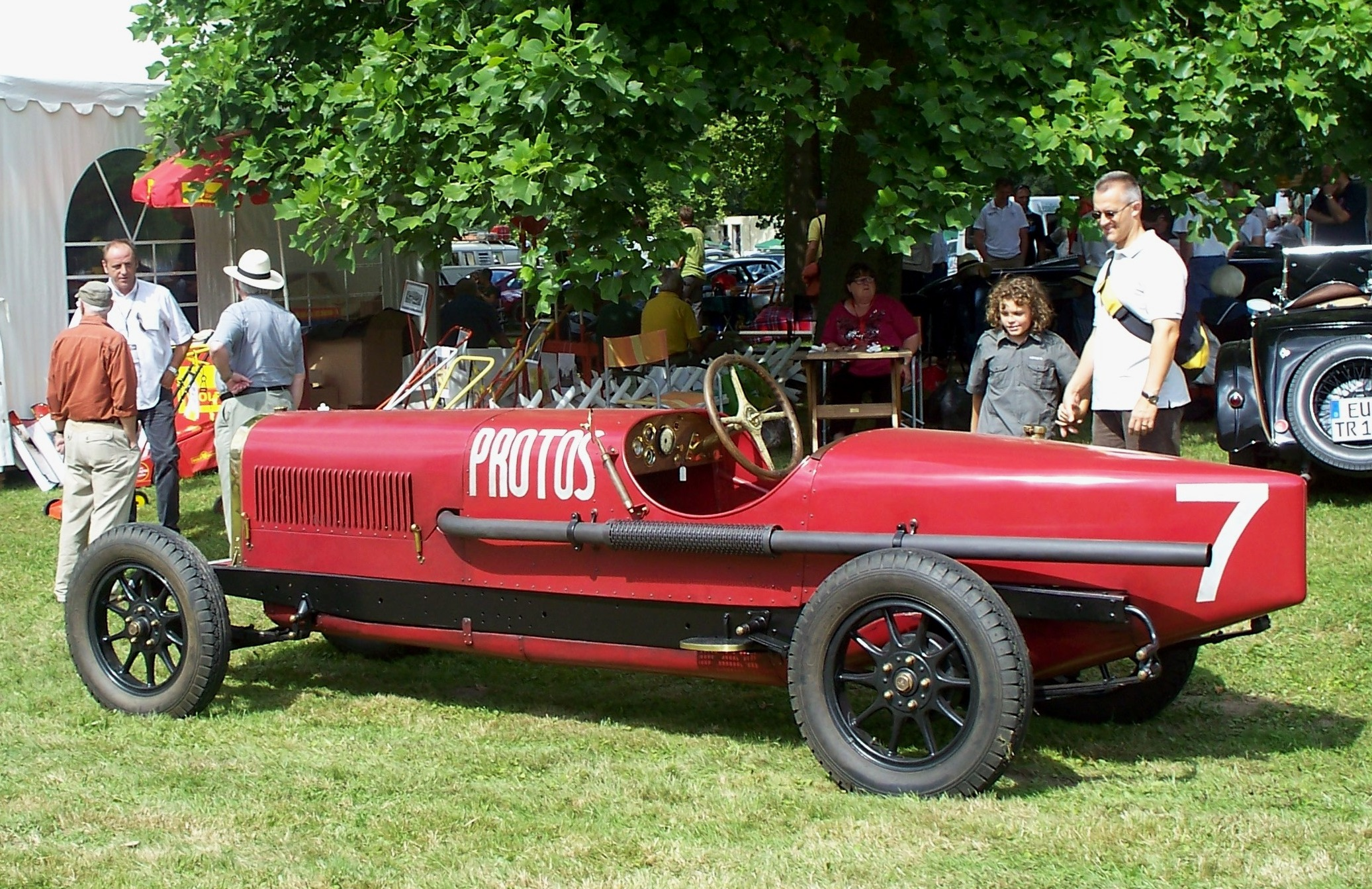
Protos model wyścigowy